# Henryk Karasiewicz

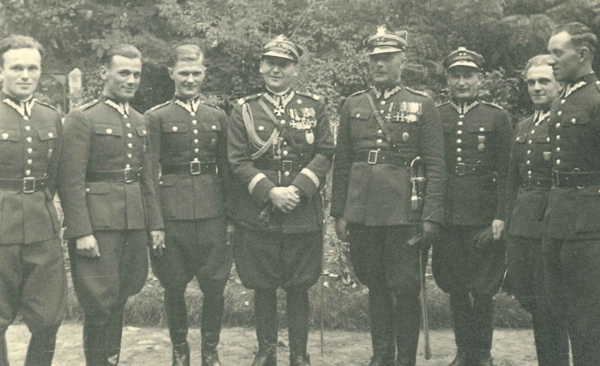
Promocja SPP w 1935 roku. Od lewej stoją: ppor. Zbigniew Czerniak, ppor. Franciszek Walewski, ppor. Jan Przedlacki, gen. bryg. Włodzimierz Raczyński-Maxymowicz, ppłk Franciszek Sudoł, por. Jan Wiśniewski, ppor. Henryk Karasiewicz, ppor. Mieczysław Nejman.

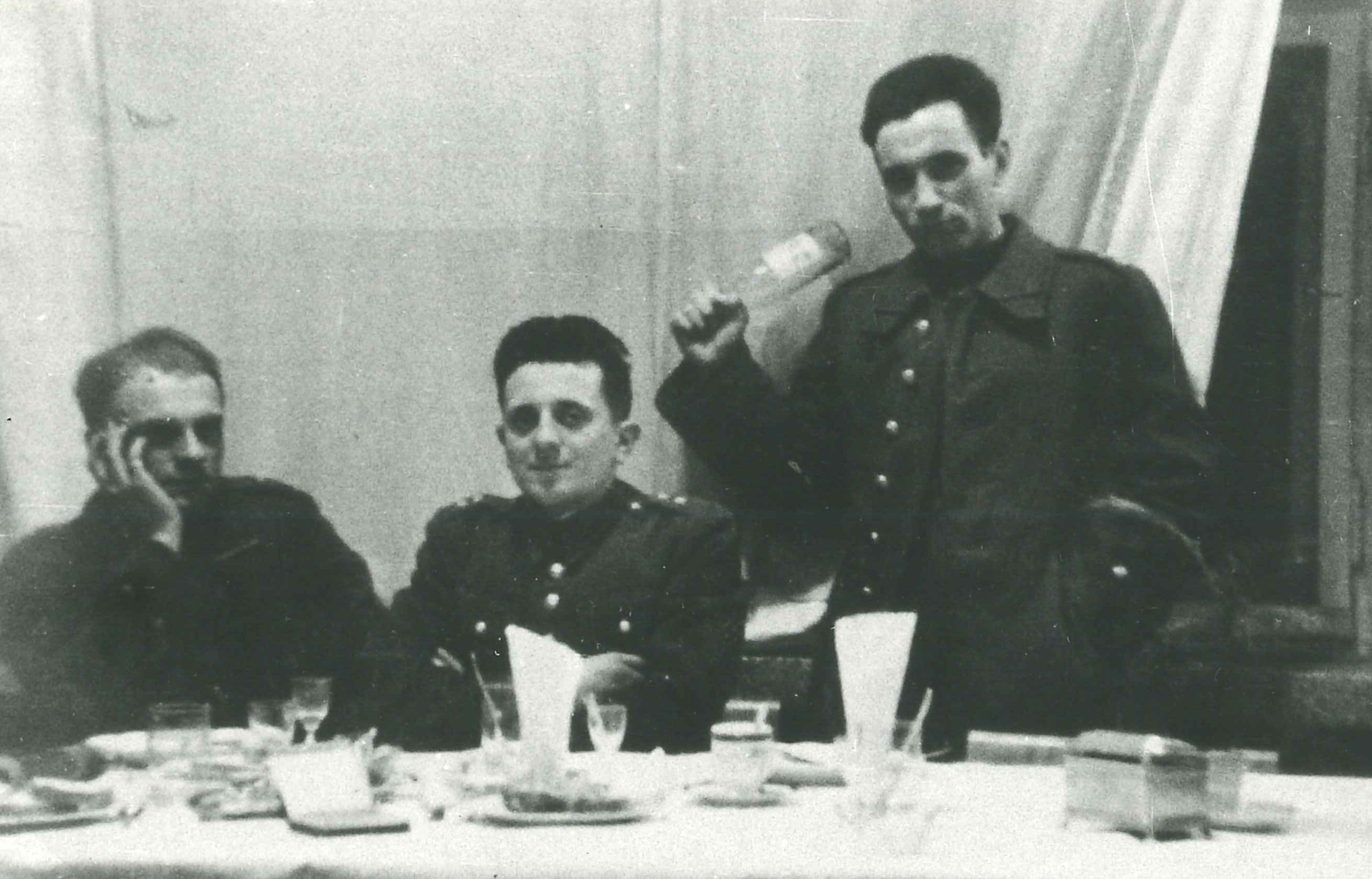
Kasyno oficerskie 14 pp (1938). Od prawej: ppor. Wiktor Grotowski, por. Czesław Rolecki, ppor. Henryk Karasiewicz.

Henryk Karasiewicz (ur. 25 stycznia 1913, zm. 16 września 1939) – porucznik piechoty Wojska Polskiego, kawaler Krzyża Srebrnego Orderu Wojennego Virtuti Militari (pośmiertnie).

## Życiorys
Urodził się w dniu 25 stycznia 1913 r. w Osadzie Fabrycznej Walentynów (obecnie część miasta Żychlin w województwie łódzkim), jako syn Józefa i Marianny Hendler. Jego bratem bliźniakiem był Józef (zm. 16 marca 1943 w obozie koncentracyjnym Auschwitz-Birkenau). Siostrami Henryka były: Marianna (ur. 18 sierpnia 1910) i Marcelina Wanda zamężna Waszkiewicz (ur. 18 czerwca 1921 w Kozłowie Biskupim).
Absolwent Szkoły Podchorążych Piechoty w Ostrowi Mazowieckiej. Promowany na podporucznika został ze starszeństwem z dnia 15 października 1935 roku oraz 142. lokatą w korpusie oficerów piechoty i skierowany do służby w 14 pułku piechoty z Włocławka. Przydzielony początkowo jako młodszy oficer do 4 kompanii strzeleckiej, objął następnie dowodzenie plutonem w 8 kompanii. W sierpniu i wrześniu 1938 roku przebywał na praktykach w Zbrojowni nr 2 w Warszawie. Do stopnia porucznika awansowany został ze starszeństwem z dnia 19 marca 1939 roku i 150. lokatą wśród oficerów piechoty. Następnie objął dowodzenie plutonem w 5 kompanii strzeleckiej II batalionu 14 pułku piechoty. 
Po ogłoszeniu mobilizacji został dowódcą 5 kompanii w II batalionie i na jej czele wziął udział w walkach toczonych przez włocławski pułk na obszarze korytarza pomorskiego i podczas bitwy nad Bzurą. 

## Śmierć
Poległ na polu chwały 16 września 1939 r. pod Strugienicami, podczas niemieckiego natarcia skierowanego na Urzecze (w trakcie tych walk 14 pułk piechoty zostawił na polu bitwy ok. 120 zabitych i 200 rannych). Podczas polskiego przeciwnatarcia dowodzona przez porucznika Karasiewicza 5 kompania, broniąca wówczas kanału w Strugienicach, pod naporem nieprzyjaciela została zmuszona do opuszczenia swoich pozycji i przejścia na południowy skraj wsi. Podczas tego odwrotu por. Henryk Karasiewicz poległ od pojedynczego strzału.

## Upamiętnienie
Pochowany został na Cmentarzu Parafialnym w Zdunach. 
W dniu 1 lipca 1945 r. Naczelny Wódz Polskich Sił Zbrojnych, gen. dyw. Tadeusz Bór-Komorowski, zatwierdził pośmiertny awans por. Karasiewicza do stopnia kapitana służby stałej piechoty z dniem 1 stycznia 1946 roku. Za swą postawę podczas kampanii wrześniowej Henryk Karasiewicz został również odznaczony Krzyżem Srebrnym Orderu Wojskowego Virtuti Militari przez władze Rządu Rzeczypospolitej Polskiej na uchodźstwie (Dz.Pers. NW PSZ nr 3 z 25 VII 1947 r.). 

## Awanse
- podporucznik (15.10.1935)[1]
- porucznik (19.3.1939)[14]
- kapitan (1.1.1946, pośmiertnie)[8]

## Ordery i odznaczenia
- Krzyż Srebrny Orderu Wojennego Virtuti Militari za wojnę obronną 1939 – pośmiertnie, nr krzyża 11873[13]